# Miguel Seijas
Miguel Ángel Seijas Cuestas (Montevideo, 20 de mayo de 1930) es un deportista uruguayo que compitió en remo. Participó en dos Juegos Olímpicos de Verano en los años 1952 y 1956, obteniendo una medalla de bronce en Helsinki 1952 en la prueba de doble scull.

## Palmarés internacional
| Juegos Olímpicos | Juegos Olímpicos     | Juegos Olímpicos  | Juegos Olímpicos |
| Año              | Lugar                | Medalla           | Prueba           |
| ---------------- | -------------------- | ----------------- | ---------------- |
| 1952             | Helsinki (Finlandia) | Medalla de bronce | Doble scull      |